# باتری لیتیم-تیتانات

نمونه‌ای از یک باتری لیتیم-تیتانات ساخت شرکت توشیبا

باتری‌های لیتیم-تیتانات(به انگلیسی: Lithium–titanate battery) گونه‌ای از باتری‌های قابل شارژ هستند که می‌توان آن‌ها را نسل دوم باتری‌های لیتیم-یون نامید. این باتری‌ها در مقایسه با نوع لیتیم-یون سریع تر شارژ می‌شوند. این پیل‌های گالوانی تا کنون در دو خودرو برقی پژو یون و هوندا فیت ساخت شرکت‌های میتسوبیشی موتورز و هوندا، به کار رفته است. در این باتری‌ها به جای کربن از نانوکریستال‌های لیتیم تیتانات استفاده شده‌است. البته اشکال اصلی این باتری‌ها در مقایسه با نوع لیتیم-یون، ولتاژ اسمی پایین‌تر و در نتیجه نسبت توان به وزن کمتر آن است.